# Kia Ceed

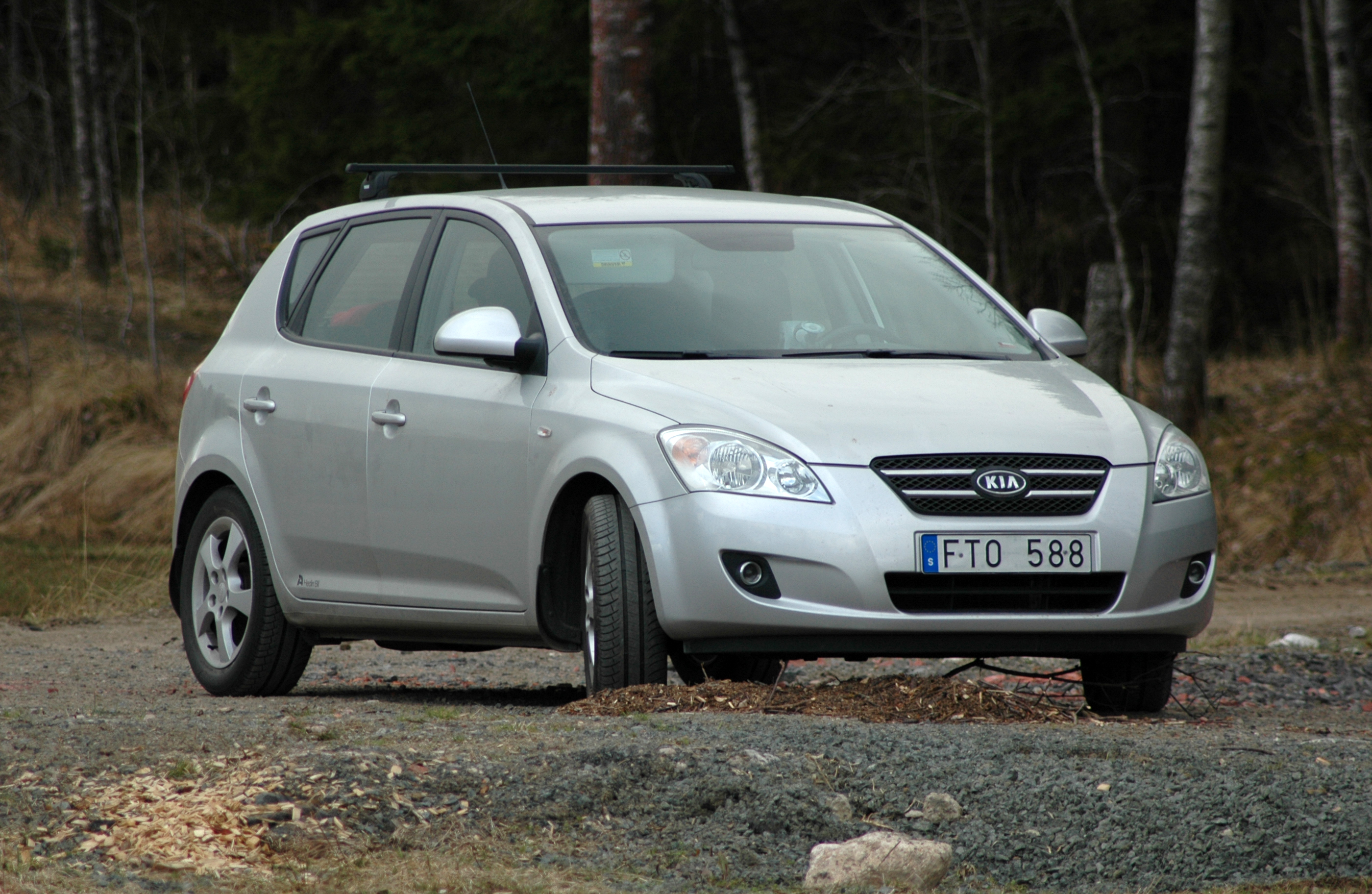
Kia cee'd, första generationen

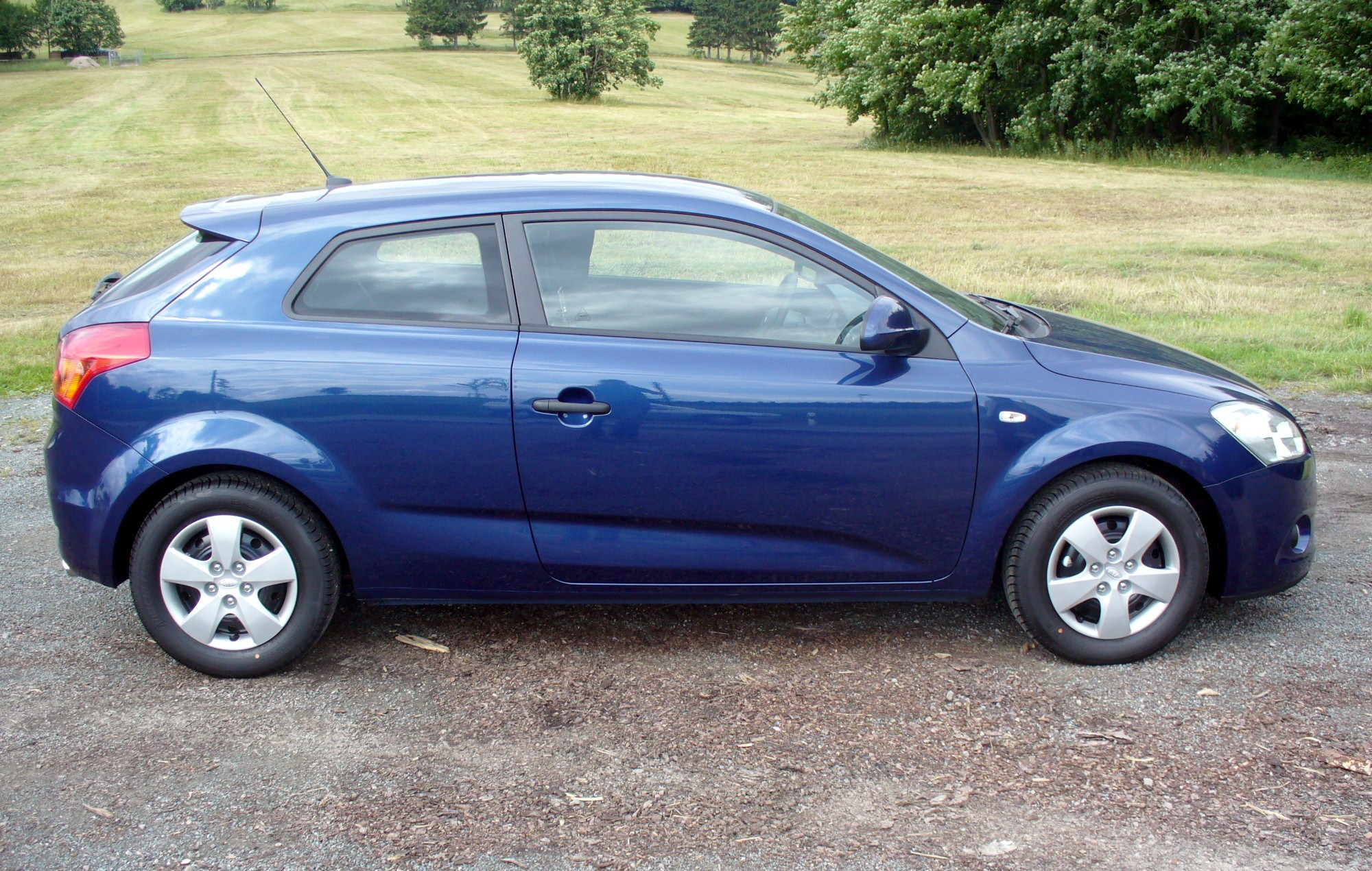
Kia pro cee'd, första generationen

Kia Ceed (cee'd innan 2018) är en personbil tillverkad av sydkoreanska biltillverkaren Kia. Modellen är en kompaktbil samma storleksklass som exempelvis Volkswagen Golf. Den presenterades 26 september 2006 vid bilsalongen i Paris och ersatte då Ceratomodellen.
cee'd, som var ursprungsnamet, var en sammanslagning av förkortningarna CE (Community of Europe - europeiska gemenskapen) och ED (som står för europeisk design), för att understryka ursprung och marknad. Det skall också föra tankarna till engelskans ord för frö, seed. Kias gimmick var fram till 2018 dessutom att namnet endast skall stavas med gemener och med apostrof mellan e och d. Under 2018 ändrade Kia modellnamnet till Ceed.
Kia Ceed blev snabbt en storsäljare i Sverige och var sextonde mest sålda bil i Sverige 2008. Merparten av kunderna väljer kombi och cirka två tredjedelar säljs med dieselmotor, vilket gjorde Ceed till sjätte mest sålda dieselbil i Sverige. 2009 var Ceed femte mest sålda bil i Sverige.

## Första generationen (ED) 2006 - 2012
Modellen fanns från början endast som halvkombi med fem dörrar, vilken efterhand kom att kompletteras med en kombi, SW (sportswagon), och en coupévariant kallad proceed. Modellen är utvecklad för den europeiska marknaden och formgavs av svensken Pontus Fontaeus och den tillverkas i en ny fabrik i Slovakien som sägs vara Europas modernaste. 
Halvkombivarianten av Kia Ceed började säljas i Sverige i februari 2007, medan kombin SW kom i augusti samma år. Proceed lanserades i februari 2008 i Sverige.
Kia Ceed utsågs av tidningen Motor till Årets Familjebil 2007 i tuff konkurrens bland annat med nya Ford Mondeo och nya Volvo V70. I Vi Bilägares årliga långtest (ett år, 4 000 mil) uppvisade Ceed det högsta andrahandsvärde som någonsin uppmätts i testet. Värdefallet var bara knappt 31 procent jämfört med brukliga 38-45 procent. Det som dock drar upp milkostnaden en aningen är kort serviceintervall, 1 500 mil för bensinmodellerna och 2 000 mil för dieselmodellerna. Faceliftmodellerna har ett serviceintervall på 3000 mil eller 1 år. Den goda ägarekonomin visade sig även i ett test i tidningen Miljöbilar av miljöbilsvarianten av Ceed år 2008. Vi Bilägare testade 2008 olika bilars bullernivå och Kia Ceed var bullrigare än Renault Megane och Subara Impreza, men tystare än VW Golf, Peugeot 308, Opel Astra, Ford Focus och Toyota Auris. Rostskyddet fick 4 av 5 stjärnor i Vi Bilägares test. Ett facelift kom under sista kvartalet 2009 då även den starkare dieselmotorn (115 hk) blev miljöbilsklassad.
Av första generationens Ceed såldes cirka 31 000 exemplar i Sverige.

### Motorer
| Modell     | Årsmodell | Motor                   | Cylindervolym | Effekt | Vridmoment | Bränslesystem      |
| ---------- | --------- | ----------------------- | ------------- | ------ | ---------- | ------------------ |
| 1.4 CVVT   | 2007-2009 | 4-cyl radmotor DOHC 16V | 1396 cm³      | 109 hk | 137 Nm     | Bränsleinsprutning |
| 1.4 CVVT   | 2010-     | 4-cyl radmotor DOHC 16V | 1396 cm³      | 90 hk  | 137 Nm     | Bränsleinsprutning |
| 1.6 CVVT   | 2007-     | 4-cyl radmotor DOHC 16V | 1591 cm³      | 126 hk | 154 Nm     | Bränsleinsprutning |
| 2.0 CVVT   | 2007-2009 | 4-cyl radmotor DOHC 16V | 1975 cm³      | 143 hk | 186 Nm     | Bränsleinsprutning |
| 1.6 CRDi*  | 2008-     | 4-cyl radmotor DOHC 16V | 1582 cm³      | 90 hk  | 235 Nm     | Turbodiesel        |
| 1.6 CRDi** | 2007-     | 4-cyl radmotor DOHC 16V | 1582 cm³      | 115 hk | 255 Nm     | Turbodiesel        |
| 1.6 CRDi   | 2011-     | 4-cyl radmotor DOHC 16V | 1582 cm³      | 128 hk | 255 Nm     | Turbodiesel        |
| 2.0 CRDi   | 2007-2009 | 4-cyl radmotor DOHC 16V | 1991 cm³      | 140 hk | 305 Nm     | Turbodiesel        |

* Miljöbilsklassad, 119 g/km (gäller ej SW)
** Miljöbilsklassad från årsmodell 2010, 119 g/km (gäller även SW. Ej Aut.)

## Andra generationen (JD) 2012 - 2018
2012 presenterades en ny generation av Ceed. Premiären skedde vid Internationella bilsalongen i Genève.

## Tredje generationen (CD) 2018 - nuvarande
Tredje generationen Ceed visades upp vid den Internationella bilsalongen i Genève 2018. Coupévarianten pro_ceed finns inte längre för denna generation. Två nya modeller tillkom, ProCeed (Kombi i Shooting Brake-utförande) och XCeed (Crossover SUV). Kia uppdaterade även namnen på föregående modeller: cee'd (5-dörrars halvkombi) blev Ceed, cee'd_sw (kombi) blev Ceed Sportswagon